# Дионисий Ениджевардарски
Дионисий е български духовник, деец на Българското възраждане в Южна Македония.

## Биография
Дионисий е роден през 1831 година в Енидже Вардар, тогава в Османската империя, днес в Гърция. Към юни 1897 година Дионисий е 36 години наместник на гръцкия воденски владика в Енидже Вардар. Тогава изявява желание да мине в служба на Българската Екзархия при условие, че бъде назначен за председател на Ениджевардарската българска община, да получи за секретар учител от общината и турчин за гавазин. В замяна обещава към него да се присъедини един от гъркоманските свещеници и цялата му енория, а в кратко време и всички останали патриаршисти в околността. През ноември 1897 година подава официално заявление за присъединяване към Екзархията. Архимандрит Дионисий има голямо влияние сред населението в града и околията, както и пред местните власти. Като председател на общината е от (де факто) 1897 до 1903 година.
Към 1906 - 1907 година архимандрит Дионисий е български екзархийски свещеник в Енидже Вардар заедно с Гоно Траев, Михаил Димитров, Андон и Ставри.